# KG Mobility

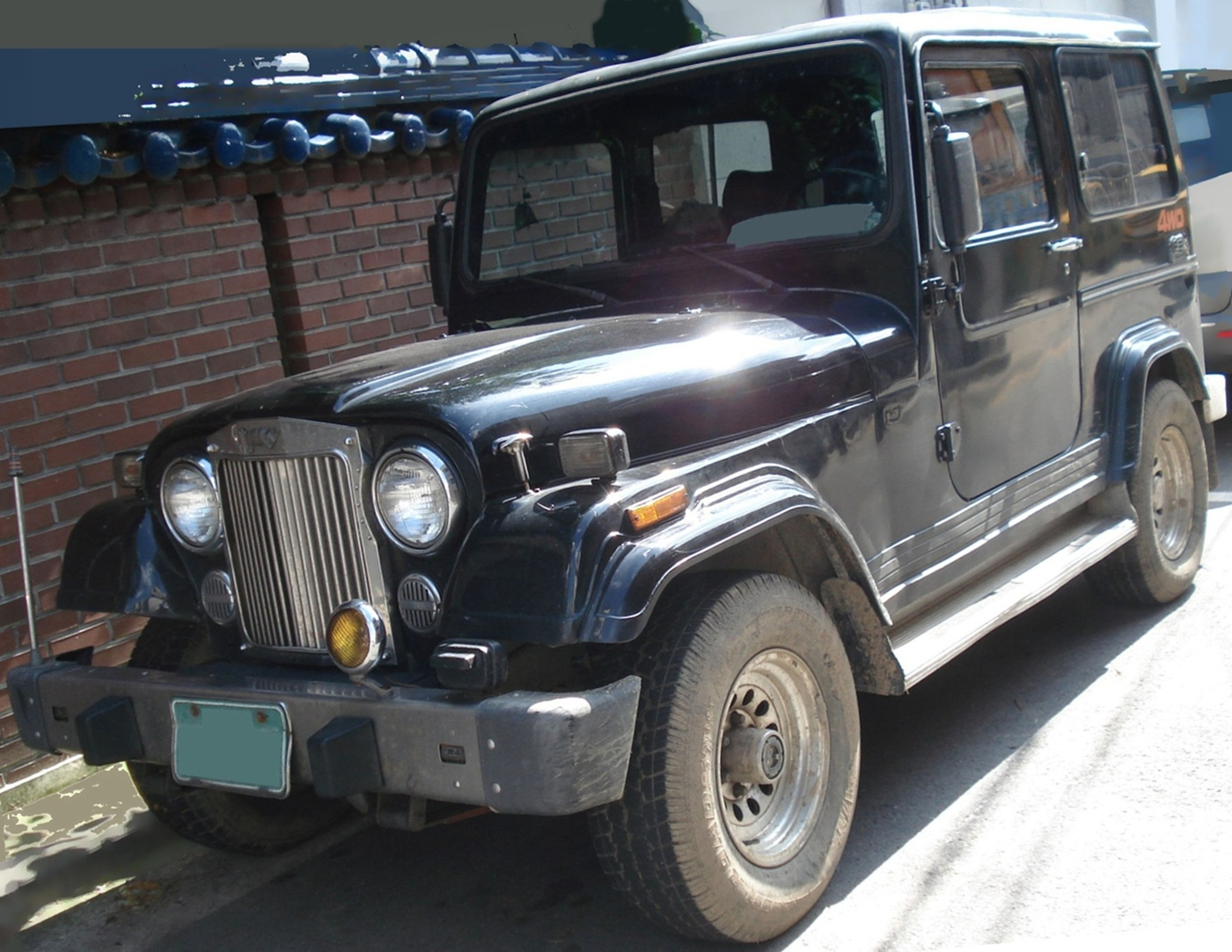
SsangYong Korando (1996)

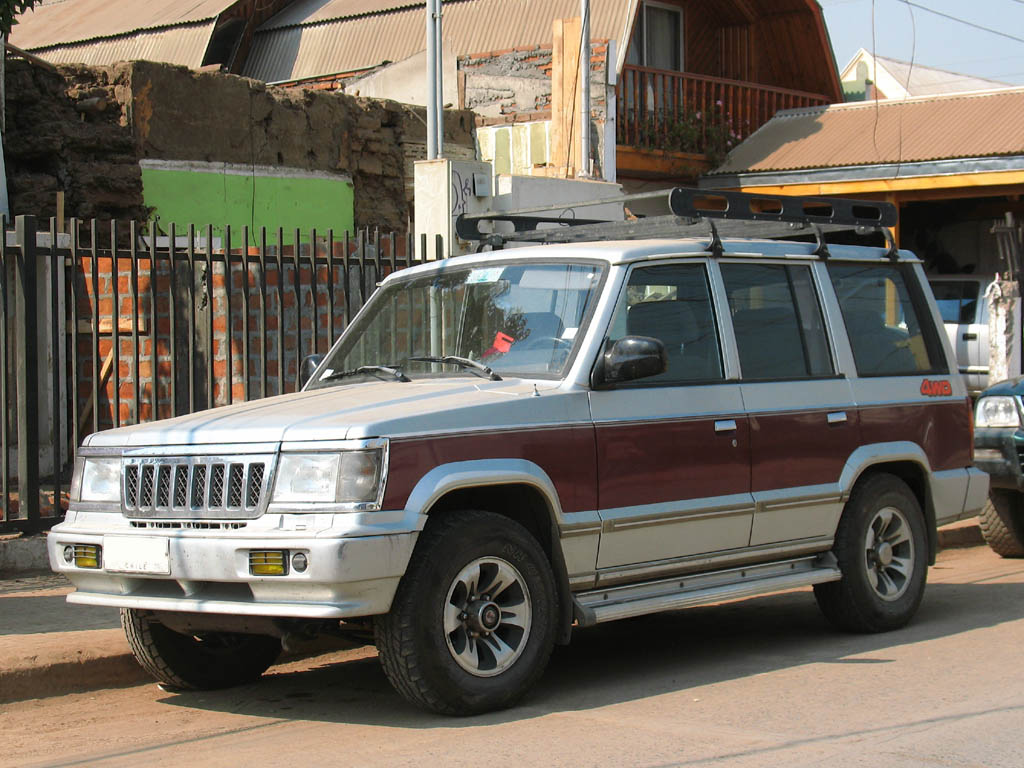
SsangYong Family

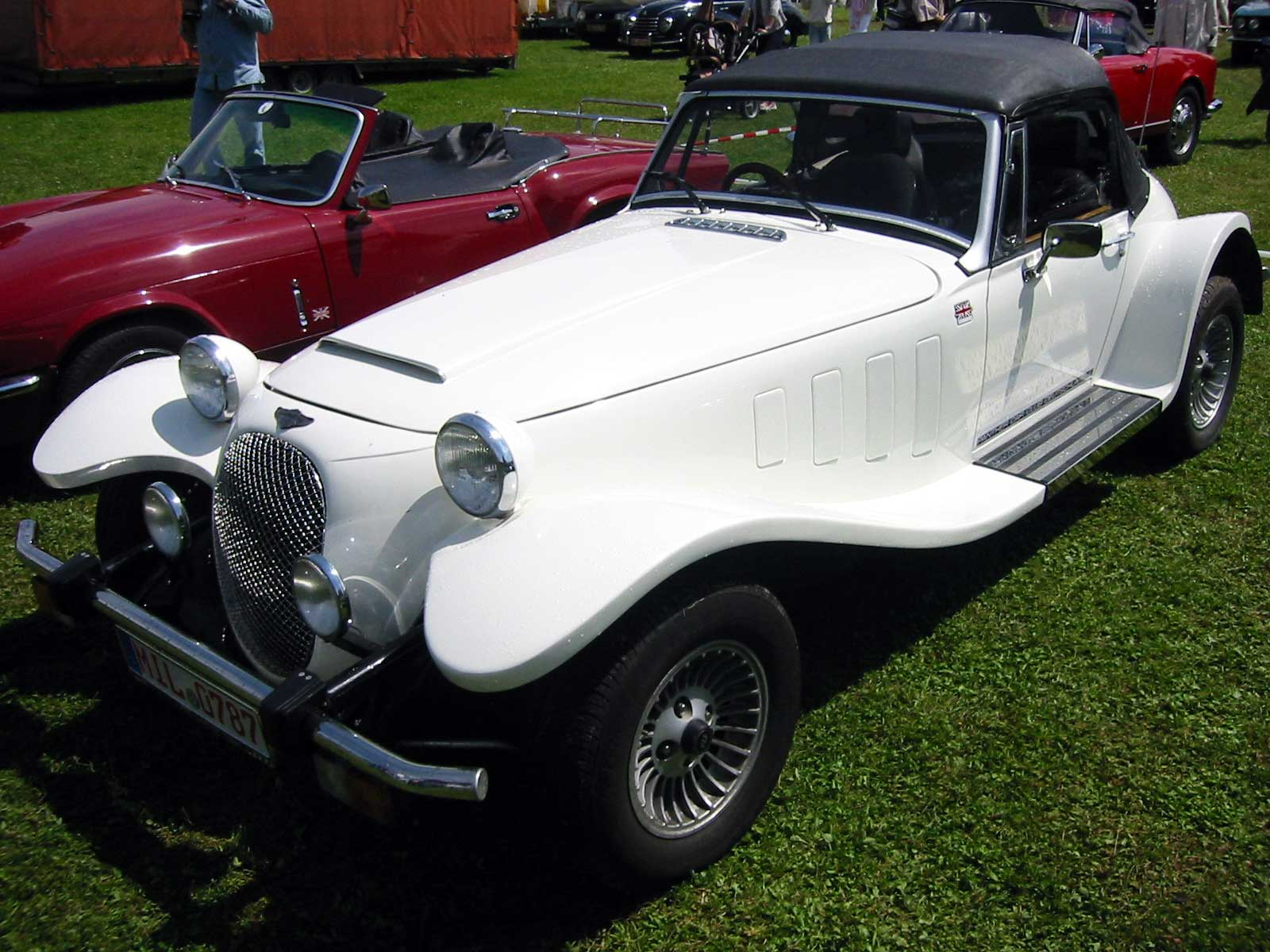
SsangYong Callista

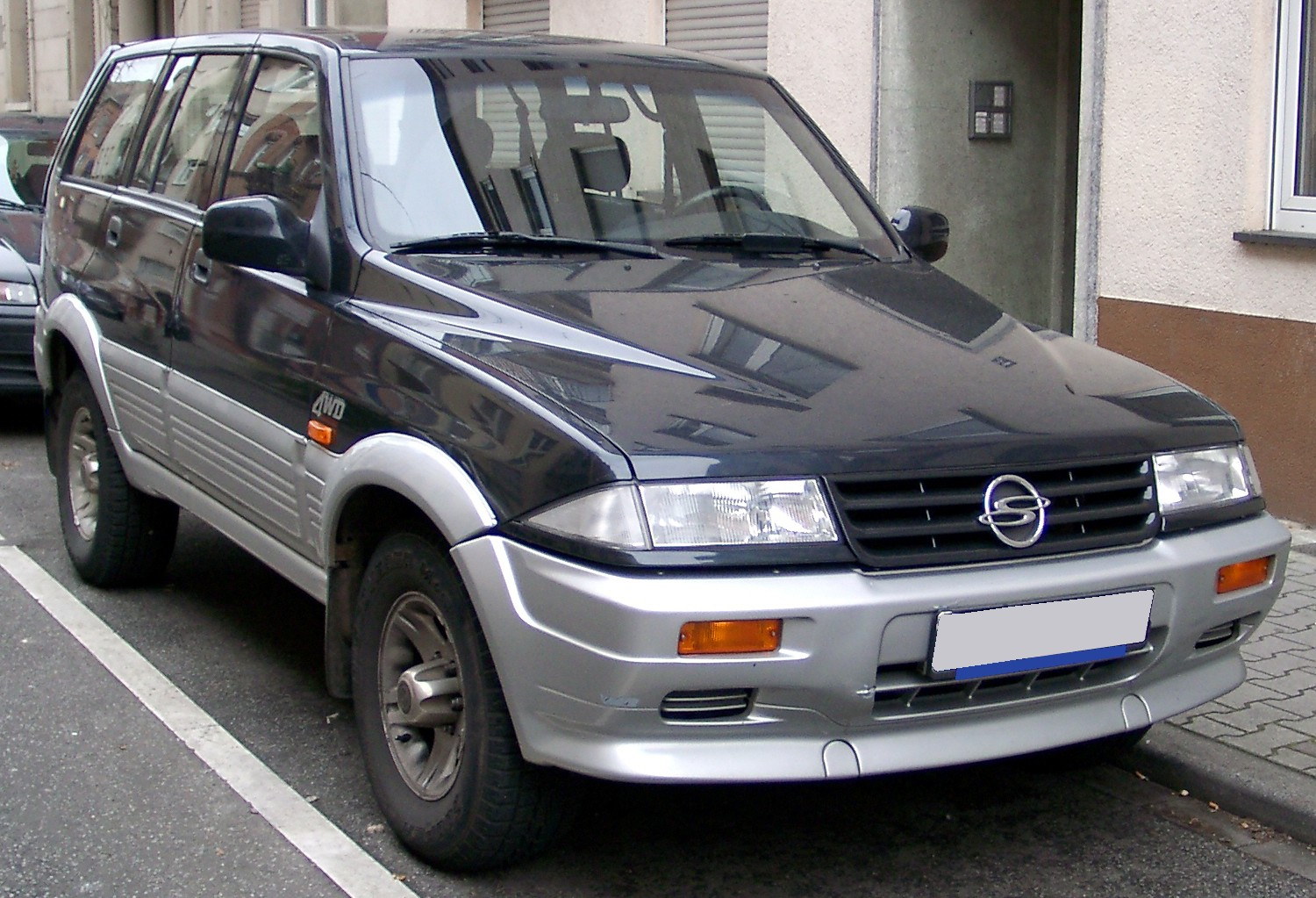
SsangYong Musso (1997)

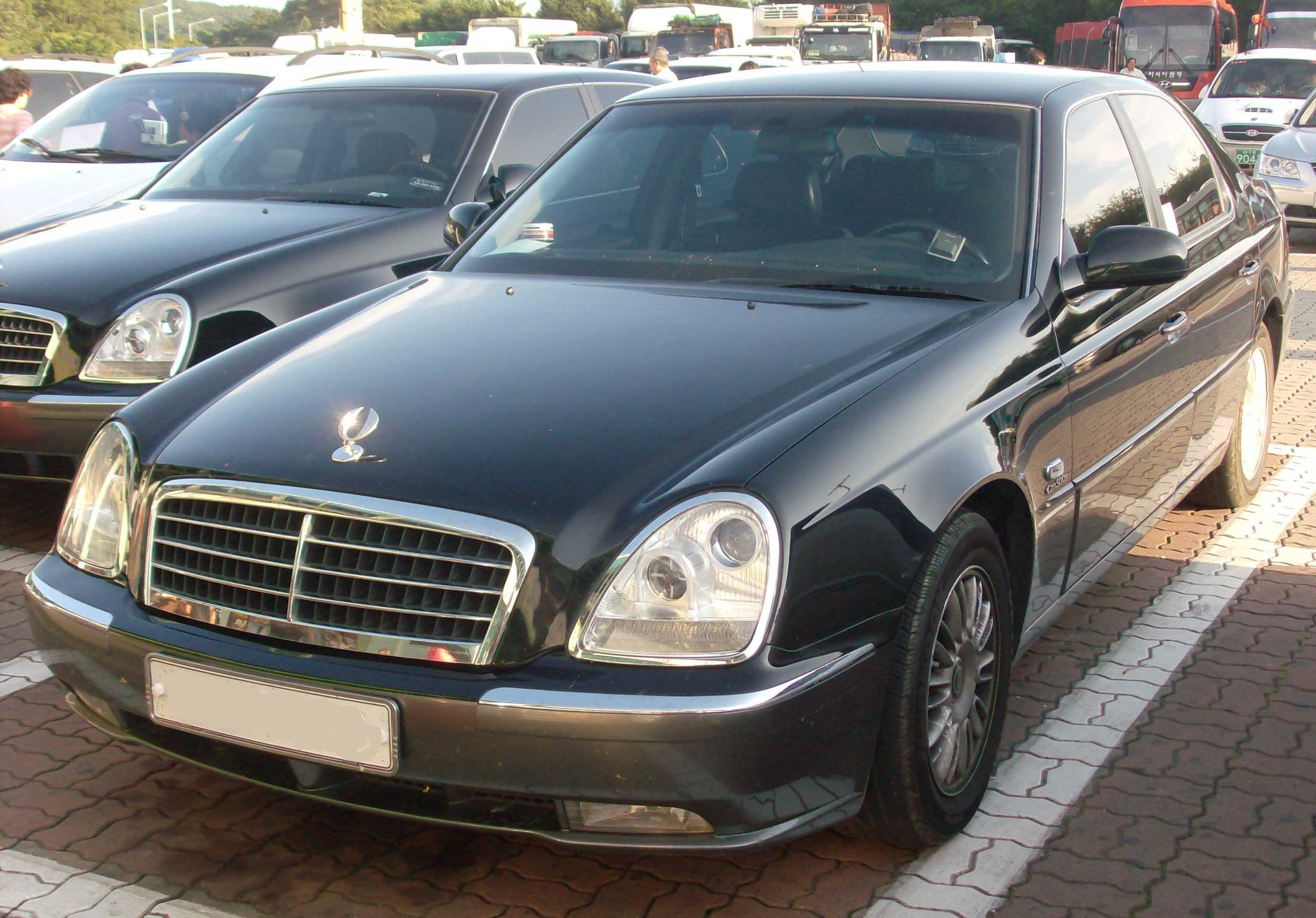
SsangYong Chairman

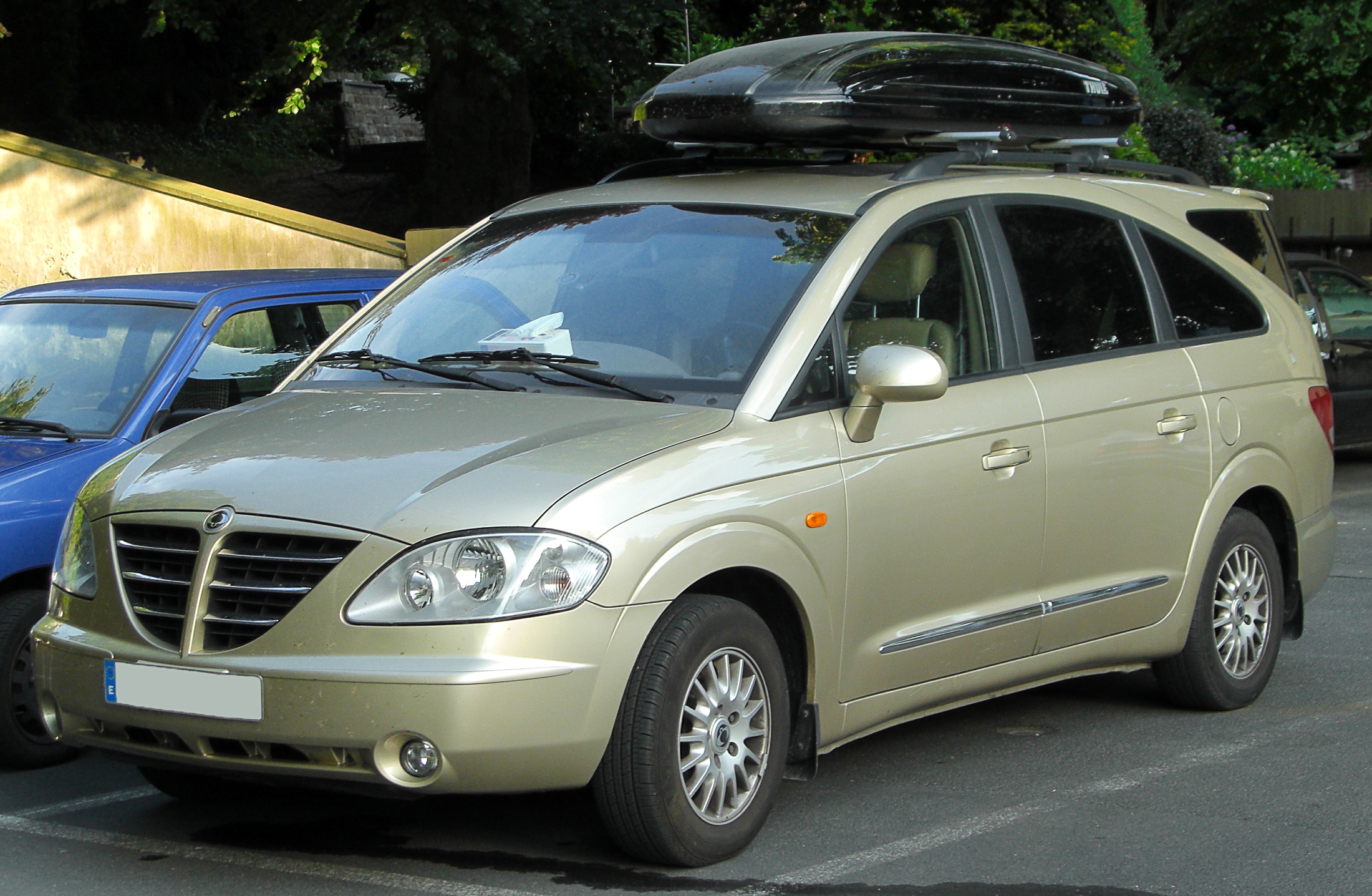
SsangYong Rodius

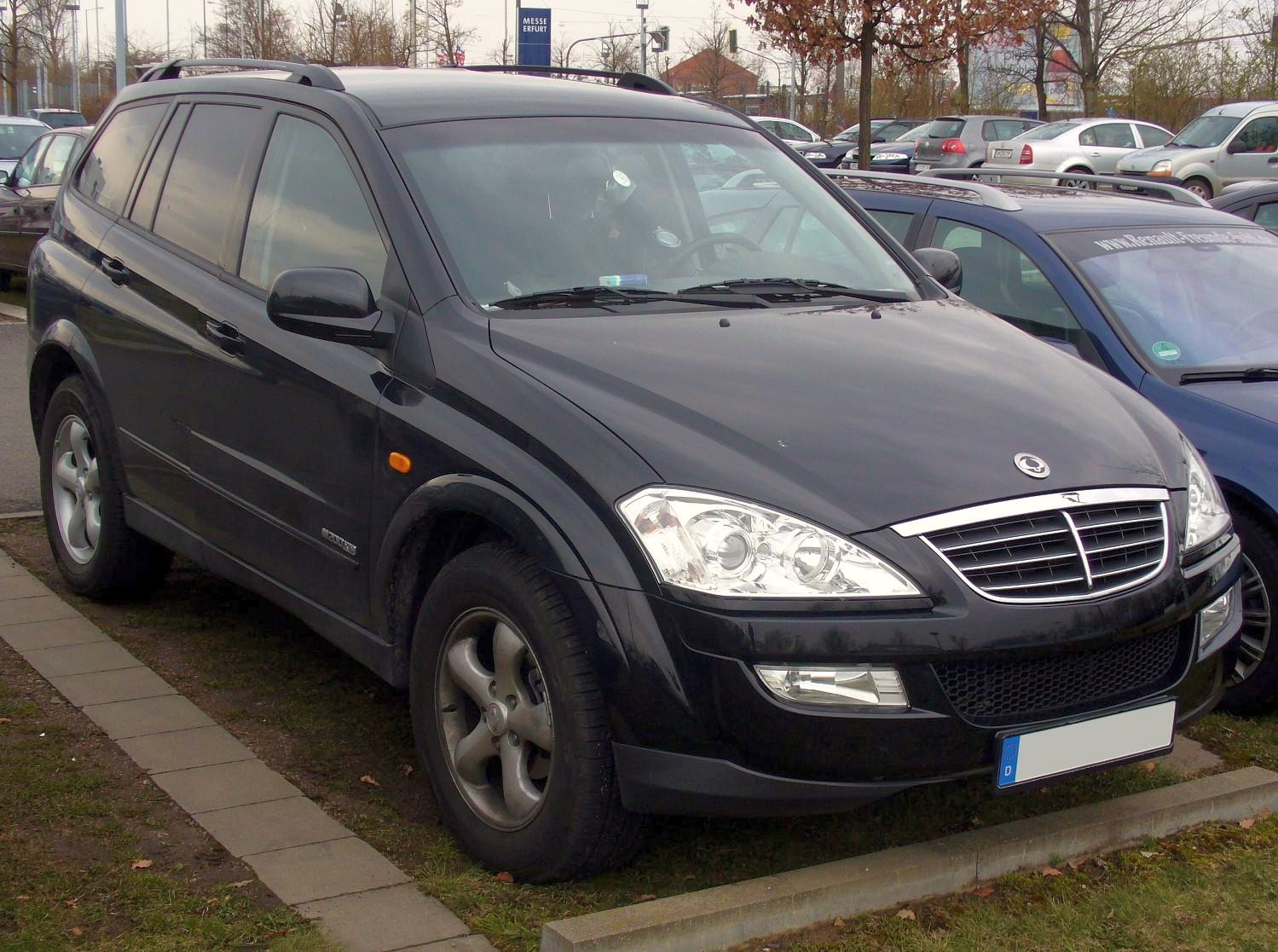
SsangYong Kyron

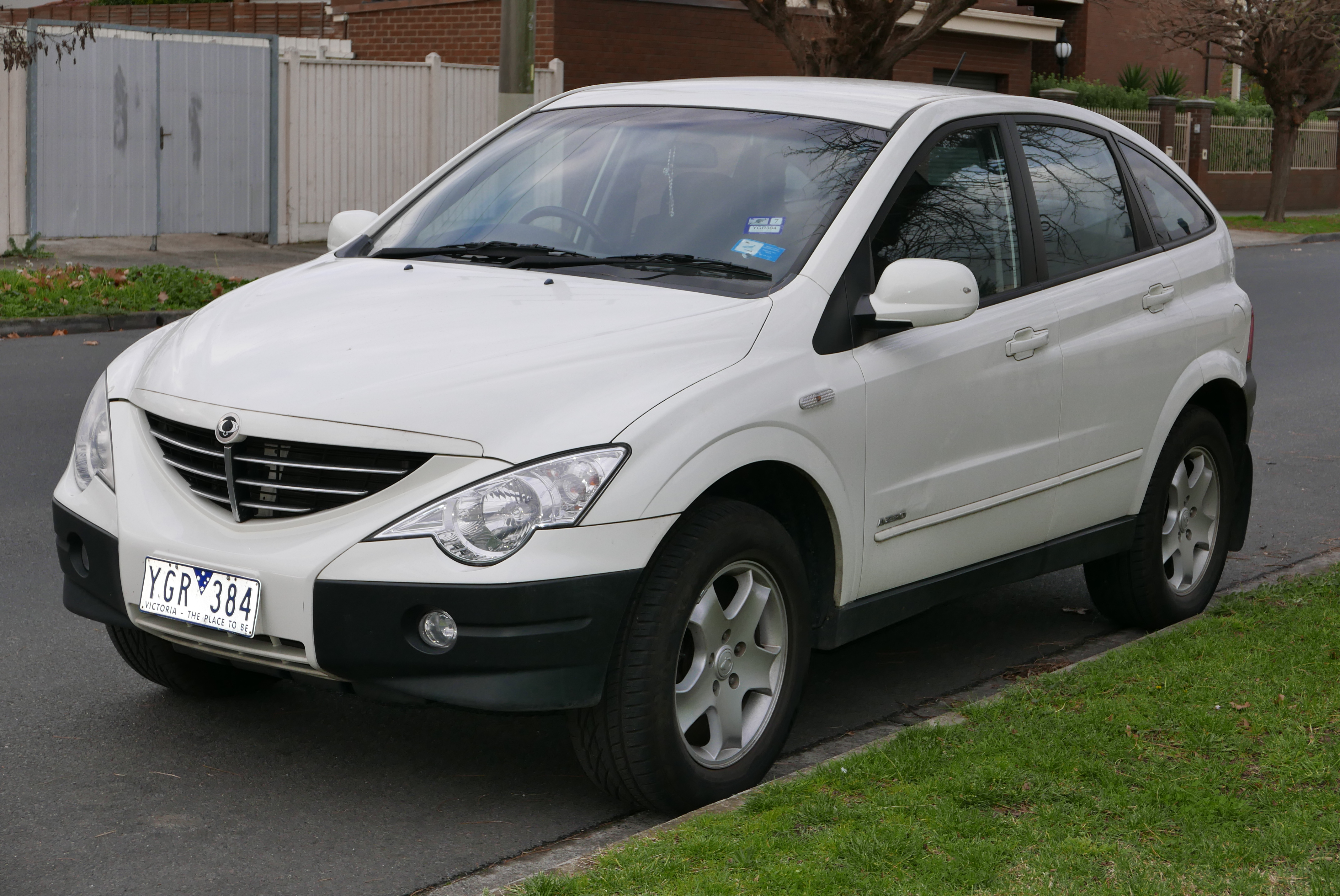
SsangYong Actyon

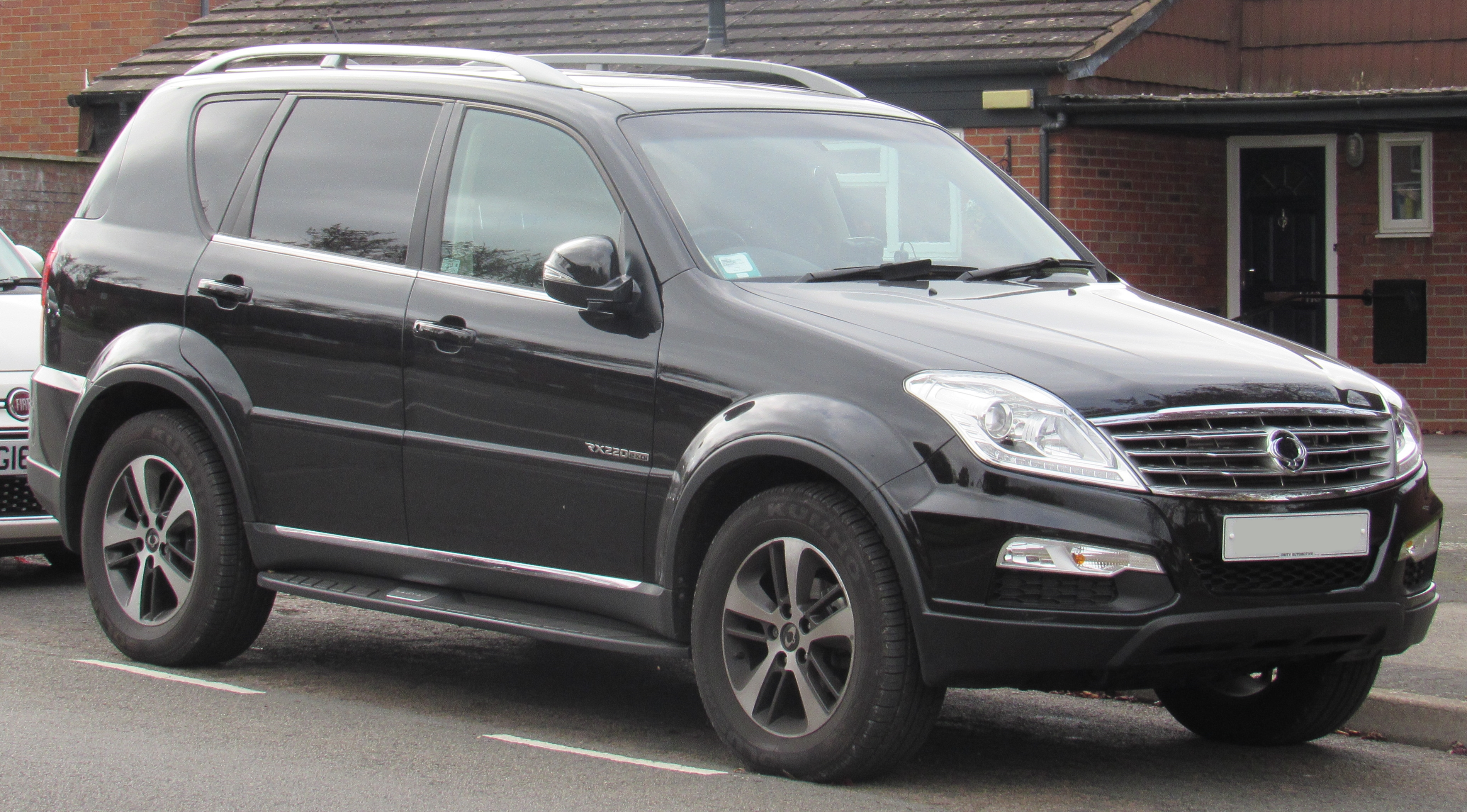
SsangYong Rexton (2013)

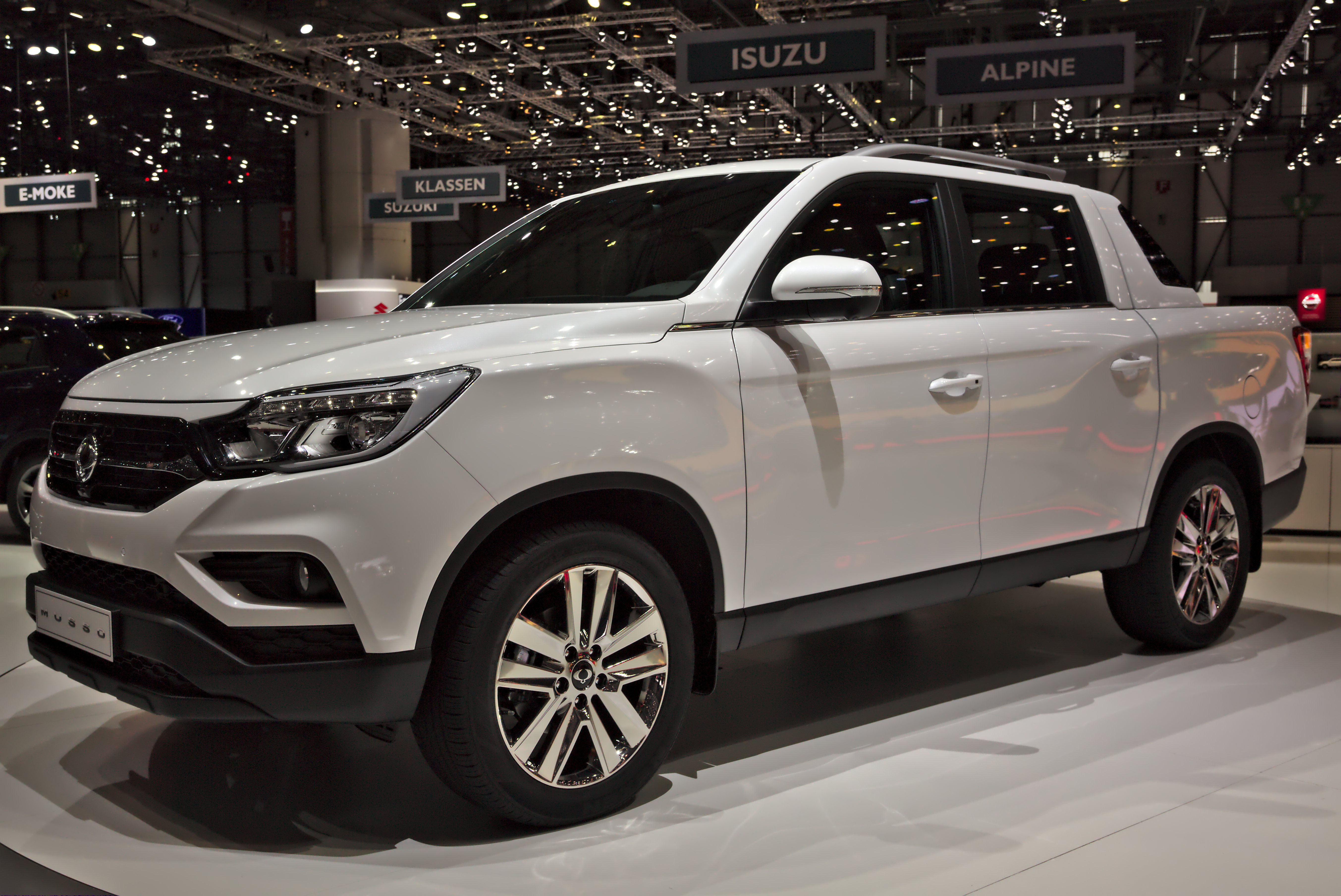
SsangYong Musso (2018)

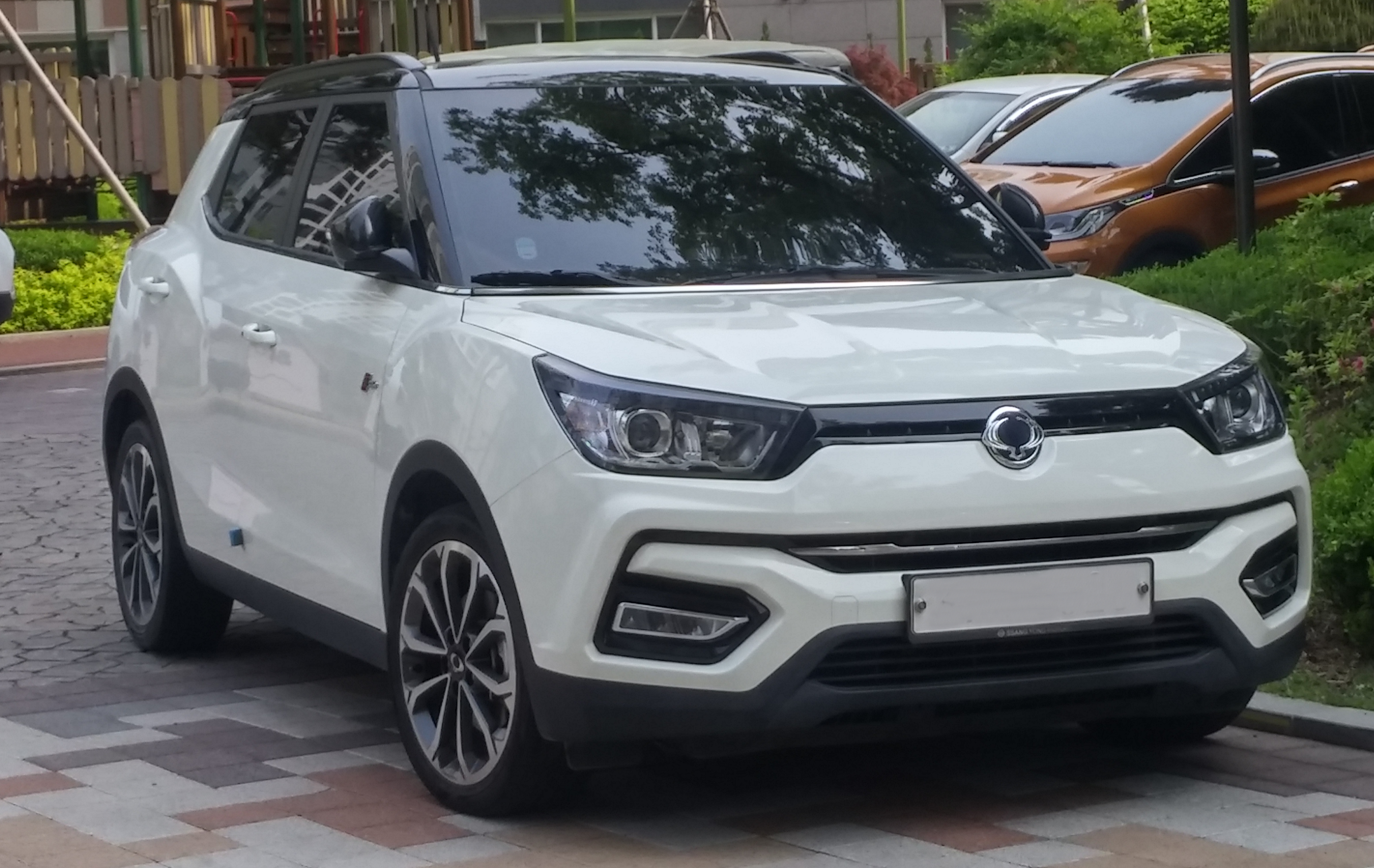
SsangYong Tivoli

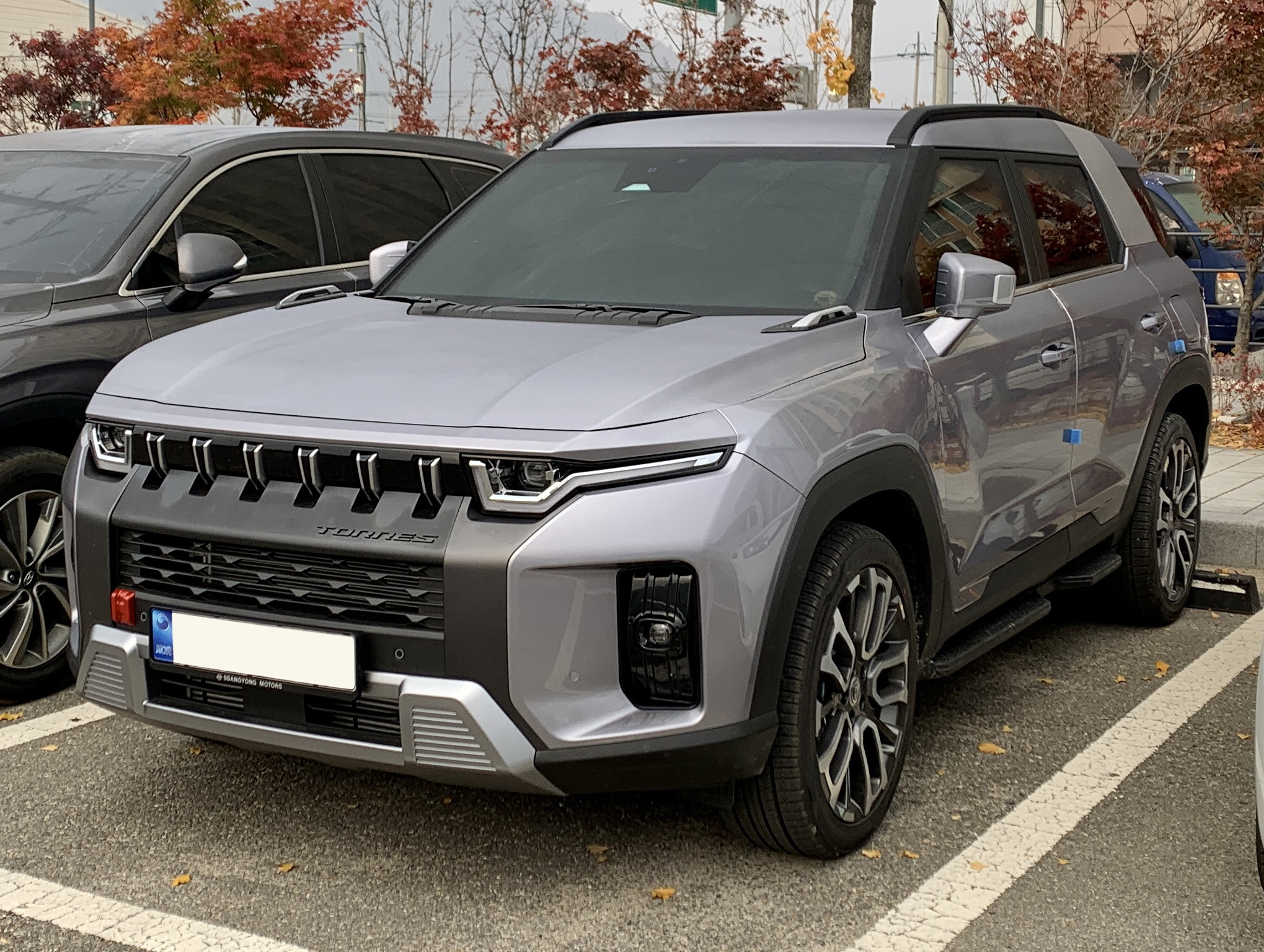
KGM Torres

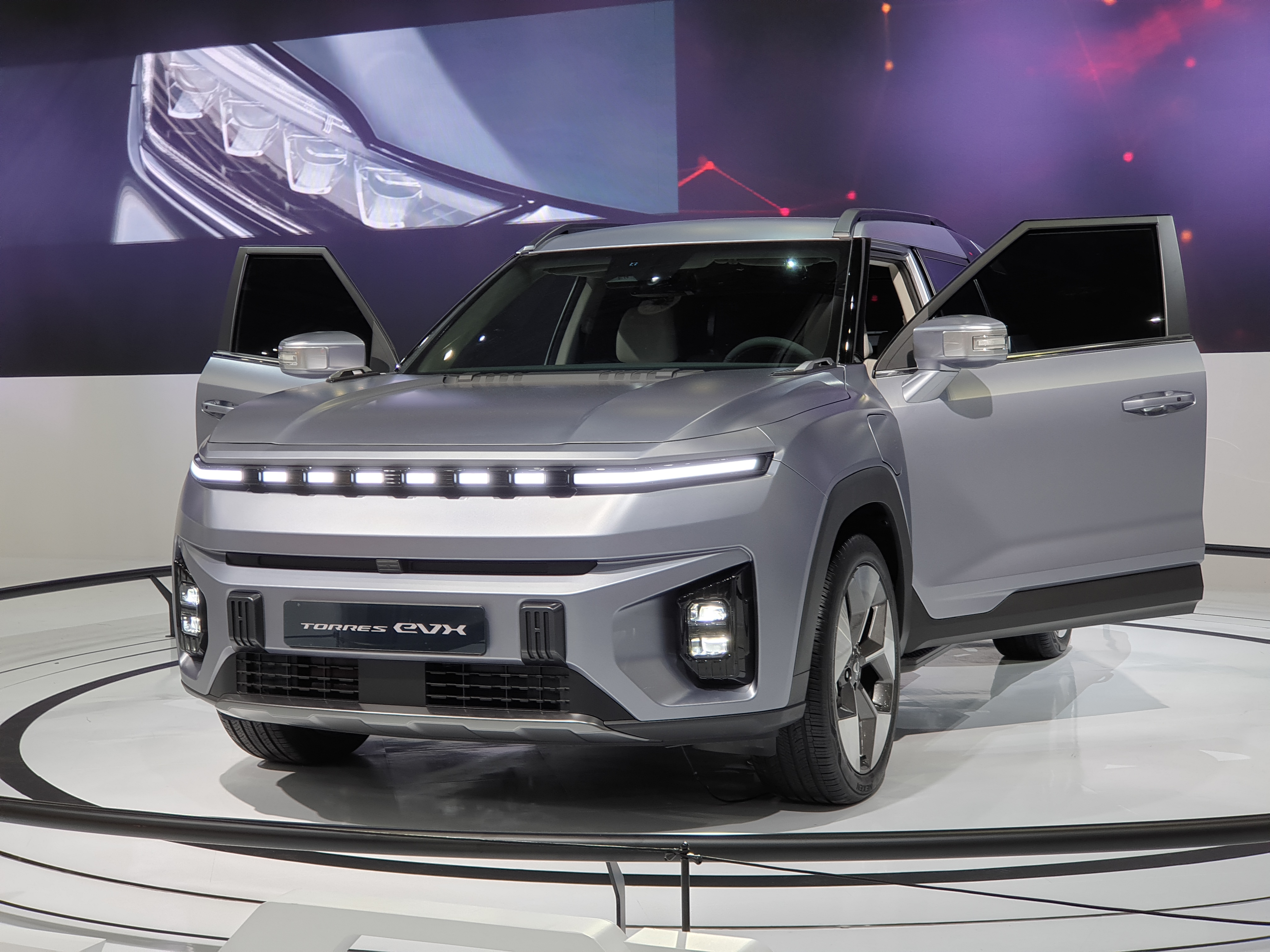
KGM Torres EVX

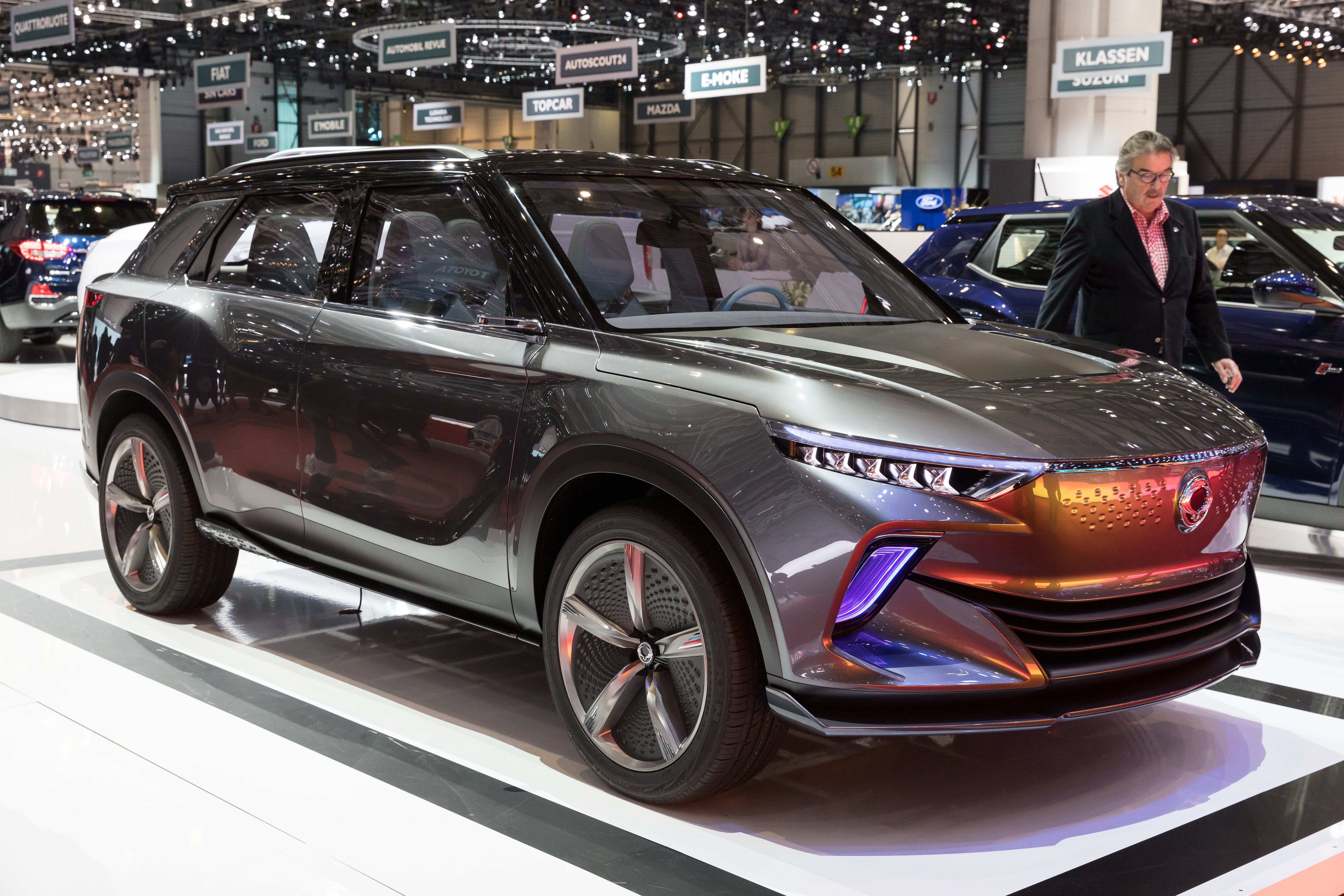
SsangYong E-SIV Concept

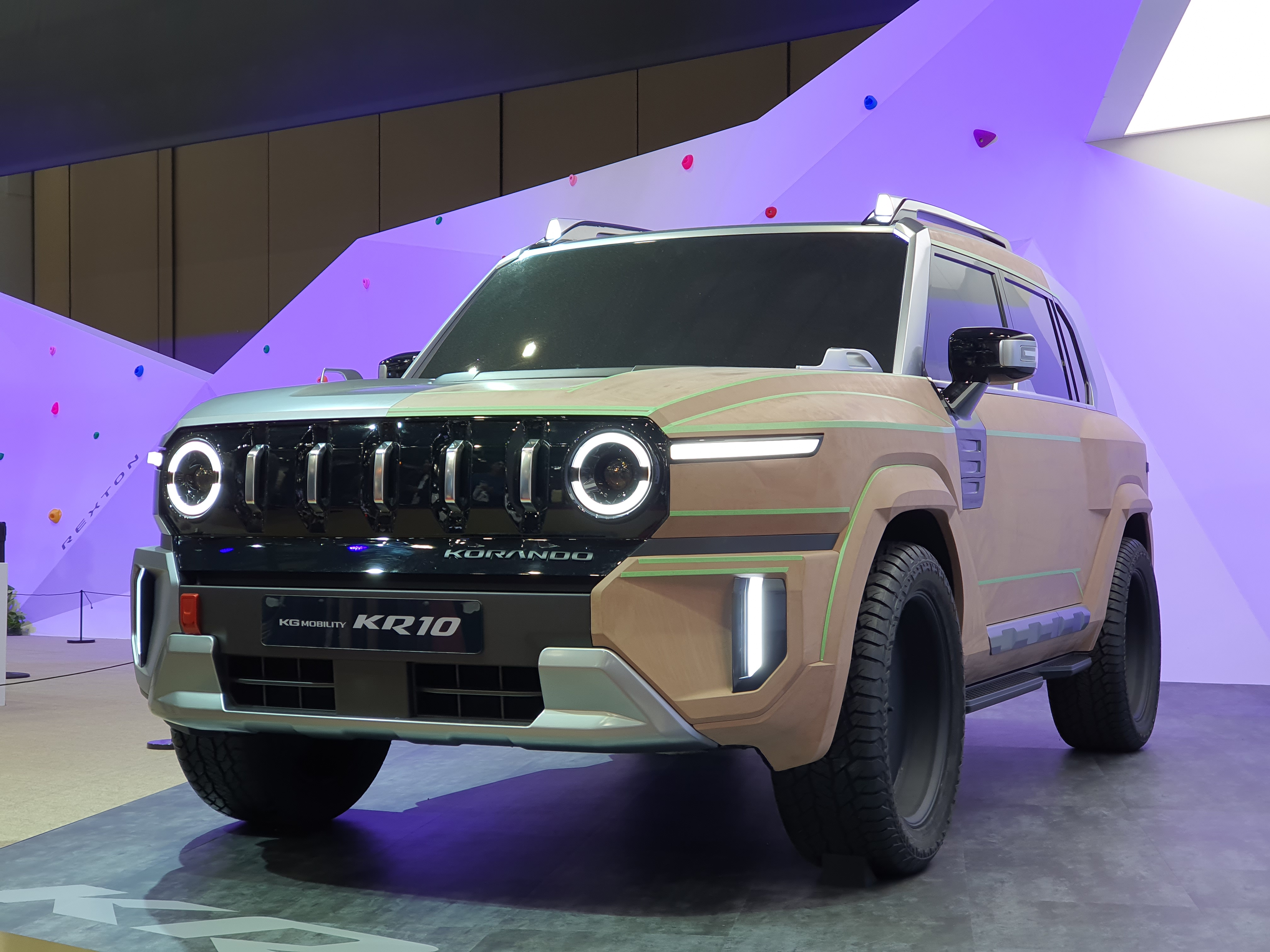
KGM KR10 Concept

KGM; KG Mobility – południowokoreański producent samochodów osobowych, z siedzibą w Pyeongtaek, działający od 1954 roku. Należy do południowokoreańskiego czebola KG Group.

## Historia

### Początki
Firma została założona 4 marca 1954 roku jako Hadonghwan Motor Company i początkowo zajmowała się produkcją aut terenowych (m.in. od 1964 roku budową Jeepów na zlecenie amerykańskiej armii, samochodów ciężarowych oraz autobusów, a także pojazdów specjalnych (np. wozów strażackich). W 1977 roku połączono się z przedsiębiorstwem Dong-A Motors przejmując jego nazwę. W 1986 rodzimy koncern Ssangyong Business Group przejął przedsiębiorstwo, dwa lata później ujednolicając nazewnictwo, dokonując przemianowania na SsangYong Motor. Oryginalna nazwa przedsiębiorstwa, 쌍용자동차, oznacza w języku koreańskim bliźniacze smoki. W 1997 roku przedsiębiorstwo przejęło bankrutującego brytyjskiego producenta samochodów sportowych i luksusowych - Panther Westwinds.

### Partnerstwo z Mercedesem
W 1991 roku SsangYong nawiązał strategiczne partnerstwo z niemieckim koncernem Daimler-Benz, który w 1993 roku zakupił 5% akcji spółki. Skutkiem współpracy była m.in. wymiana technologiczna, w wyniku której skonstruowane w latach 90. pojazdy SsangYonga posiadają niemieckie podzespoły (np. modele Korando i Musso) lub bazują na pojazdach Mercedes-Benz (pierwsza generacja limuzyny Chairman i dostawcza Istana). W ramach partnerstwa z Mercedesem, pod niemiecką marką sprzedawano też epizodycznie model Musso jako Mercedes-Benz Musso na rynkach Azji Wschodniej pod koniec lat 90. XX wieku.

### Daewoo i SAIC
W grudniu 1997 roku na fali ekspansywnej polityki Daewoo Group, południowokoreański gigant wykupił popadłego w zadłużenie SsangYonga i zdecydował się przemianować wszystkie oferowane wówczas modele na własną markę Daewoo. Z powodu bankructwa i stopniowej wyprzedaży masy upadłościowej Daewoo, SsangYong przestał należeć do dawnego czebolu w 2000 roku i powrócił do oferowania swoich pojazdów pod macierzystą nazwą.
Pod koniec 2004 roku 51% udziałów wykupił chiński koncern SAIC, który rok wcześniej podpisał umowę na montaż samochodów Ssang Yong w systemie CKD. W styczniu 2009 roku, notując stratę operacyjną w wysokości 75,42 mln dolarów firma znalazła się na skraju upadłości, w związku z czym 9 stycznia wniesiona została prośba do sądu o ochronę przed wierzycielami, a 13 stycznia przerwano produkcję pojazdów z powodu wstrzymania dostaw podzespołów. Przestój trwał kolejne 77 dni, a w międzyczasie narósł konflikt między południowokoreańskim przedsiębiorstwem, a koncernem SAIC. SsangYong zarzucił chińskiemu koncernowi kradzież patentów na rozwój systemu hybrydowego, a także brak wywiązania się z obietnic związanych z zapewnieniem finansowania na rozwój.

### Mahindra&Mahindra
W sierpniu 2010 roku przedsiębiorstwo SsangYong zostało wykupione przez indyjski koncern Mahindra & Mahindra Limited, z kolei transakcja została sfinalizowana w lutym 2011 roku na kwotę 463,3 miliona dolarów. Na okres przynależności do Mahindry przypadła obszerna modernizacja oferty, która rozpoczęła się od prezentacji w grudniu 2014 roku miejskiego crossovera Tivoli. W 2015 roku SsangYong odnotował z kolei pierwszy zysk od 9 lat.
W 2017 roku zaprezentowano z kolei drugi zbudowany od podstaw za przynależności do Mahindry model, pierwszą od 16 lat zupełnie nową odsłonę sztandarowego SUV-a Rexton. W tym samym roku SsangYong i Mahindra zacieśniły współpracę na polu rozwoju silników, układów napędowych i technologii elektrycznej. Zapowiedź pierwszego samochodu elektrycznego ogłoszono w lipcu 2020 roku w postaci crossovera Korando EV.

### Kryzys i restrukturyzacja
W kwietniu 2020 roku, w związku z wpływem Pandemii COVID-19 na światową gospodarkę, indyjska Mahindra & Mahindra Limited była zmuszona wstrzymać dalsze inwestowanie w SsangYong Motors. Południowokoreańskie przedsiębiorstwo ponownie znalazło się w trudnej sytuacji finansowej, a jego obecny właściciel ogłosił poszukiwania nowego inwestora, deklarując, że jeżeli taki się znajdzie - indyjski koncern będzie gotowy całkowicie odsprzedać mu SsangYonga.
Na przełomie sierpnia i września 2020 roku polskie przedstawicielstwo SsangYonga zmuszone było zawiesić działalność w Polsce w związku z nagłym, natychmiastowym wypowiedzeniem umowy polskiemu importerowi, British Automotive Holding, przez centralę w Korei Południowej. W drugiej połowie grudnia 2020 roku problemy finansowe SsangYonga ponownie pogłębiły się po tym, jak przedsiębiorstwo nie było w stanie spłacić zaciągniętej wcześniej pożyczki na kwotę 60 miliardów południowokoreańskich wonów. W związku z tym, SsangYong złożył wniosek o objęcie zarządem komisarycznym i ogłosił się w stanie bankructwa.
W maju 2021 roku SsangYong rozpoczął rozmowy z nowymi inwestorami, który mieli zapewnić finansowanie dalszej działalności, jak i rozwój gamy modelowej. Jeszcze przed wyłonieniem nowego partnera, w lipcu 2021 SsangYong przedstawił zapowiedź nowego języka stylistycznego w stylu retro, w którym utrzymane zostaną przyszłe konstrukcje firmy. W tym samym miesiącu 2021 SsangYong pozyskał także nowego importera w Polsce - stała się nim jedna z największych grup prowadzących salony sprzedaży samochodów w kraju, grupa PTH.
W październiku 2021 roku chęć kupienia SsangYonga od Mahindry wyraziło południowokoreańskie przedsiębiorstwo Edison Motors specjalizujące się w produkcji elektrycznych autobusów i samochodów dostawczych. Transakcja wstępnie opiewała na kwotę 260 milionów dolarów, a potencjalny nabywca wyraził chęć uczynienia SsangYonga w ciągu 3-5 lat producenta wyłącznie samochodów elektrycznych. W styczniu 2022 roku południowokoreański sąd wyraził zgodę na transakcję, w efekcie czego Edison Motors wyraził chęć kupna pakietu akcji dotychczas należącego do indyjskiej Mahindry za łączną kwotę 253 milionów dolarów i stał się wstępnie nowym właścicielem przedsiębiorstwa. SsangYong po raz pierwszy od 18 lat ponownie miał przeobrazić się w podmiot należącym do rodzimego, połduniowokoreańskiego kapitału, jednak transakcja ostatecznie nie doszła do skutku. Edison Motors nie zapłacił obiecanej kwoty, na którą miało opiewać kupno, w wyniku procedura sprzedaży została anulowana, a południowokoreańska firma rozpoczęła dalsze poszukiwania nowego inwestora. 

### KG Group i nowa nazwa
Po połowie 2022 roku SsangYong Motor znalazł nowego zainteresowanego przejęciem w postaci rodzimego konglomeratu działającego głównie w branży chemicznej, czebola KG Group. Tym razem transakcja przebiegła bez zakłóceń i zakończyła się powodzeniem. Z końcem sierpnia 2022 południowokoreańska komisja handlu wyraziła zgodę na finalizację przejęcia, przez co po 12 latach podlegania Mahindrze SsangYong ostatecznie stał się ponownie własnością rodzimego, południowokoreańskiego kapitału. Nowy właściciel opracował kompleksową restrukturyzację firmy, ogłaszając na początku stycznia 2023 plany rebrandingu. Poza nowym logo firmowym, po 37 latach południowokoreańskie przedsiębiorstwo ponownie miało zmienić swoją nazwę z "SsangYong Motor" na KG Mobility. Decyzja ta została uzasadniona przez prezesa KG Group chęcią zerwania z "problematycznym wizerunkiem przedsiębiorstwa", chcąc nadać mu zupełnie nową identyfikację wizualną i nazewniczą. 
Nowa nazwa firmy została wprowadzona oficjalnie z końcem marca 2023, w pierwszej kolejności dokonując zmiany spółki, strony internetowej czy materiałów marketingowych. Na początku kwietnia podczas targów samochodowych Seoul Mobility Show 2023 KG Mobility przedstawiło trzy prototypy zwiastujące rozbudowę gamy modelowej: pickupa O100, dużego SUV-a F100 i kompaktowego następcę Korando o roboczej nazwie KR10. Jednocześnie zadebiutował też pierwszy produkcyjny model po zmianie nazwy - elektryczny wariant Torresa, KGM Torres EVX. Poczynając od maja i wyłącznie na rodzimym rynku, firma rozpoczęła z kolei rebranding swoich dotychczasowych modeli, najpierw wobec Rextona i Musso oraz Tivoli i XLV. We wrześniu 2023 firma oficjalnie ogłosiła globalną zmianę marki swoich samochodów na skrótowe KGM, obowiązując włącznie z rynkiem europejskim od 2024 roku i ostatecznie wycofując z użycia termin "SsangYong".
W lipcu 2024 KG Mobility przedstawiło pierwszy model zbudowany już po zmianie nazwy, bardziej sportowo stylizowaną wariację na temat modelu Torres o nazwie KGM Actyon, która przywróciła do użytku stosowaną już wcześniej nazwę. W październiku tego samego roku firma nawiązała współpracę z chińskim koncernem Chery Automobile, pozyskując platformę do rozwoju nowych SUV-ów zarówno z napędem spalinowym, jak i hybrydowym oraz elektrycznym.

## Modele samochodów

### Obecnie produkowane

#### SUV-y i crossovery
- Tivoli
- Tivoli Grand
- Korando
- Torres
- Actyon
- Rexton

#### Samochody elektryczne
- Korando e-Motion
- Torres EVX

#### Pickupy
- Musso
- Musso Grand

### Historyczne
- Kallista (1992–1993)
- Family (1988–1996)
- Istana (1995–2003)
- Musso (1993–2005)
- Musso Sports (2002–2005)
- Kyron (2005–2014)
- Actyon (2006–2016)
- Chairman (1997–2017)
- Actyon Sports (2006–2018)
- Rodius (2004–2019)
- Rexton (2001–2023)
- Tivoli (2015–2023)
- XLV (2015–2023)
- Musso (2018–2023)
- Musso Grand (2018–2023)

### Studyjne
- SsangYong Solo III (1995)
- SsangYong CRS (1995)
- SsangYong CCR-1 (1995)
- SsangYong W-Coupe (1995)
- SsangYong Korando FLP-Top (1997)
- SsangYong Solo LeMans (1998)
- SsangYong Hemos (2000)
- SsangYong Crossut (2002)
- SsangYong Amao (2002)
- SsangYong Laokean (2003)
- SsangYong Entertain (2003)
- SsangYong CEO (2003)
- SsangYong New Chairman (2005)
- SsangYong XCT (2005)
- SsangYong XMT (2005)
- SsangYong SVR (2006)
- SsangYong WZ (2007)
- SsangYong C200 (2009)
- SsangYong XIV-1 (2011)
- SsangYong SUT1 (2011)
- SsangYong KEV-2 (2011)
- SsangYong XIV-2 (2012)
- SsangYong E-XIV (2012)
- SsangYong SIV-1 (2013)
- SsangYong LIV-1 (2013)
- SsangYong XLV (2015)
- SsangYong EVR (2015)
- SsangYong XLV-Air (2015)
- SsangYong XAV (2015)
- SsangYong SIV-2 (2016)
- SsangYong LIV-2 (2016)
- SsangYong XAVL (2017)
- SsangYong E-SIV (2018)
- KGM KR10 (2023)
- KGM F100 (2023)
- KGM O100 (2023)